# Gilg Seeber
Gilg Seeber (* 1952) ist ein österreichischer Statistiker und außerordentlicher Universitätsprofessor der Universität Innsbruck im Ruhestand.

## Leben
Seeber studierte Mathematik in Innsbruck und Linz. Im Jahr 1989 habilitierte er sich für das Fach Statistik und übernahm die Leitung des Instituts für Statistik an der Universität Innsbruck, bevor er 2006 zum Institut für Politikwissenschaft wechselte. Seeber war von 2011 bis 2015 Vorsitzender der Österreichischen Gesellschaft für Politikwissenschaft (ÖGPW). Forschungs- und Lehraufenthalte führten ihn an die Universität München, die Universität Wien, die University of Florida, die Harvard University und die University of Minnesota.
Seine Forschungsschwerpunkte sind statistische Methoden in den Sozialwissenschaften, Wahlen sowie die öffentliche Meinung.

## Schriften (Auswahl)
- Kreativität und Universalität. 1980, permalink.obvsg.at.
- Statistisches Modellieren in Exponentialfamilien. 1989, permalink.obvsg.at.
- mit Gerhard Marinell: Angewandte Statistik. Entscheidungsorientierte Methoden mit PC-Programm. München 1993, ISBN 3-486-23598-2.
- mit Sieglinde Rosenberger: Kopf an Kopf. Meinungsforschung im Medienwahlkampf. Wien 2003, ISBN 3-7076-0162-5.
- mit Sieglinde Rosenberger: Wählen. Wien 2008, ISBN 3-8252-3015-5.